# Calyptrophora trilepis
Calyptrophora trilepis är en korallart som först beskrevs av Pourtalès 1868.  Calyptrophora trilepis ingår i släktet Calyptrophora och familjen Primnoidae. Inga underarter finns listade i Catalogue of Life.